# Bundesverband deutscher Banken
Der Bundesverband deutscher Banken (BdB) ist die Interessenvertretung der privaten Banken in der Bundesrepublik Deutschland. Er hat die Rechtsform eines eingetragenen Vereins.

## Strukturen und Aufgaben
Der Verband wurde 1951 in Köln gegründet. Er ist der Nachfolger der 1901 gegründeten Standesorganisation Centralverbandes des deutschen Bank- und Bankiergewerbes. Dieser war 1934 in die Wirtschaftsgruppe Privates Bankgewerbe als Teil der nationalsozialistischen Reichsgruppe Banken umgeformt worden. 1999 wurde der Sitz nach Berlin verlegt. Daneben unterhält der BdB Büros in Frankfurt am Main und in Brüssel und ist Mitglied der European Banking Federation. Die Tochtergesellschaft Bank-Verlag GmbH hat ihren Sitz weiterhin in Köln. Im Jahr 2018 wurde mit der BdB-Akademie GmbH eine weitere Tochtergesellschaft gegründet. In ihr sind die Bildungsaktivitäten der Bankenverbandsgruppe gebündelt. Das Angebot an Präsenz- und digitalen Formaten richtet sich an Führungskräfte und Mitarbeiter von Banken, Finanzdienstleistern und interessierte Dritte.
Der Verband vertritt rund 180 private Kreditinstitute. Daneben zählen etwa 20 FinTechs zu den außerordentlichen Mitgliedern. Zu seinen Aufgaben gehören unter anderem die Information seiner Mitgliedsbanken und -verbände, Lobbyarbeit in der Politik, die Zusammenarbeit mit anderen Verbänden, beispielsweise in der Deutschen Kreditwirtschaft, und die Teilnahme an der öffentlichen Meinungsbildung. Daneben vertritt der BdB Forderungen zum Bürokratieabbau, zur Reduzierung der Staatsverschuldung und zur europäischen Integration.

## Einlagensicherungsfonds des Bundesverbandes Deutscher Banken
Der Verband ist Träger des Einlagensicherungsfonds für Konten bei den Mitgliedsbanken und hat für die ihm angeschlossenen Banken ein Verfahren zur Schlichtung von Kundenbeschwerden mit einem neutralen Ombudsmann und unter Einbeziehung von Verbraucherverbänden geschaffen, dessen Ergebnis für die Mitgliedsbanken bis zu einem Streitwert von 10.000 Euro bindend ist.
Hierzu erklärte Christian Sewing als Präsident des Bankenverbandes im Jahre 2021:

Wir fokussieren die Einlagensicherung auf ihre Kernaufgabe: Wir schützen diejenigen, die diesen Schutz wirklich benötigen. Mit der tiefgreifenden Reform ziehen wir die Konsequenz aus den Erfahrungen der Schadensfälle in der jüngeren Vergangenheit. Der Fall Greensill markiert hier eine Zäsur.
Von der Zäsur nicht betroffen bleiben private Sparer, Unternehmen, Stiftungen, karitative Einrichtungen und Institutionen, die gesetzlich verpflichtet sind, Einlagen zu schützen – etwa Sozialversicherungen.

Einlagen von Bund, Ländern, Kommunen sowie von Banken, Finanzinstitutionen und Wertpapierfirmen waren schon bisher nicht geschützt.
Nicht geschützt sind ab 2023 Einlagen
- von Unternehmen ab zwölf Monaten Laufzeit
- von Investmentgesellschaften, Versicherungen, öffentlich-rechtlichen Körperschaften und Anstalten sowie
- die außerhalb Deutschlands über ausländische Niederlassungen von Mitgliedsinstituten eingeworben werden

Zudem ändert sich ab 2023 die Obergrenze beim Schutzumfang. Er beträgt für private Sparer ab 2023 5.000.000 € und für Unternehmen  50.000.000 €  sowie ab 2025  3.000.000 €  für private Kunden und  30.000.000 €  für Unternehmen. Ab 2030 sind für Sparer  1.000.000 € geschützt, für Unternehmen  10.000.000 €.

## Razzia wegen Cum-Ex-Geschäften
Am 4. August 2020 war eine von der Staatsanwaltschaft Köln initiierte Razzia beim Bankenverband (BdB) im Zusammenhang mit dem Cum-Ex-Skandal bekannt geworden. Der BdB und die Ermittler teilten zwar mit, das Verfahren richte sich nicht gegen Verantwortliche des Verbands selbst. Einem Bericht von NDR, WDR und Süddeutscher Zeitung zufolge, aus dem der SPIEGEL zitiert,  suchten die Ermittler durchaus auch nach Hinweisen, ob Beschuldigte versucht haben, über den Verband Einfluss auf die Gesetzgebung zu nehmen. Ziel soll es demnach gewesen sein, neue Schlupflöcher zu finden, um die illegalen Geschäfte fortzuführen.

## Regionale Verbände
Mitglieder sind sowohl die Mitgliedsbanken als auch weitere Verbände. Bei den sieben Mitgliedsverbänden handelt es sich um rechtlich eigenständige Landesverbände. Die privaten Banken sind in allen Landesverbänden Mitglied, auf deren Gebiet sie Zweigstellen unterhalten.

## Mitgliedschaften
Der Verband ist unter anderem Mitglied in der European Banking Federation (EBF) im Netzwerk Europäische Bewegung sowie im Gemeinschaftsausschuss der Deutschen Gewerblichen Wirtschaft.

## Vorstandschaft und Präsidium
Der Verband wird von einem auf drei Jahre gewählten Vorstand geleitet. Die Vorstandssitze werden unter den Banken nach Kategorien aufgeteilt. Die Großbanken stellen je ein Mitglied, die Privatbankiers zwei, die Regionalbanken vier, die Auslandsbanken ein Vorstandsmitglied. Darüber hinaus ist der Hauptgeschäftsführer kraft Amtes Vorstandsmitglied. Aus diesem Vorstand werden ein Präsident und zwei Stellvertreter gewählt. Es wird versucht, das Präsidentenamt zwischen den Großbanken und den Privat- bzw. Regionalbanken alternieren zu lassen. Nach der Ankündigung, den Posten des Vorstandsvorsitzenden bei der Commerzbank abzugeben, wurde Martin Zielke im August 2020 von Hans-Walter Peters abgelöst. Zum 1. Juli 2021 hat Christian Sewing das Amt von Peters übernommen.
Die Präsidenten in chronologischer Reihenfolge:
- 1951–1960: Robert Pferdmenges (Sal. Oppenheim)
- 1960–1967: Gotthard Freiherr von Falkenhausen (HSBC Trinkaus)
- 1968–1975: Alwin Münchmeyer (Schröder, Münchmeyer, Hengst & Co.)
- 1975–1979: Wilhelm Christians (Deutsche Bank)
- 1979–1983: Harald Kühnen (Sal. Oppenheim)
- 1983–1987: Hanns Schroeder-Hohenwarth (BHF-Bank)
- 1987–1991: Wolfgang Röller (Dresdner Bank)
- 1991–1994: Eberhard Martini (Bayerische Hypotheken- und Wechsel-Bank)
- 1994–1997: Karl-Heinz Wessel (Sal. Oppenheim)
- 1997–2000: Martin Kohlhaussen (Commerzbank)
- 2000–2001: Frank Heintzeler (BW-Bank)
- 2001–2005: Rolf-Ernst Breuer (Deutsche Bank)
- 2005–2009: Klaus-Peter Müller (Commerzbank)
- 2009–2013: Andreas Schmitz (HSBC Trinkaus)
- 2013–2016: Jürgen Fitschen (Deutsche Bank)
- 2016–2020: Hans-Walter Peters (Berenberg Bank)[23][24]
- 22. April 2020 – 11. August 2020 Martin Zielke (Commerzbank)
- 11. August 2020 – 30. Juni 2021: Hans-Walter Peters (Berenberg Bank)
- seit 1. Juli 2021: Christian Sewing (Deutsche Bank)[25]